# Hyperion
För andra betydelser, se Hyperion (olika betydelser).
Hyperion var en tidig solgud (titan) i grekisk mytologi, son till Uranos och Gaia. Hyperion är far till Helios enligt Hesiodos, medan han enligt Homeros är identisk med honom.
Hyperions gestalt sammanfaller delvis med Helios och man tror därför att han är en gud från äldre tider.
Hyperion var gift med Theia som födde Helios, Selene och Eos.